# Robert Brown (Filmeditor)
Robert Brown (*  30. Dezember 1929) ist ein US-amerikanischer Filmeditor. Sein Schaffen als eigenständiger Editor seit 1978 umfasst 21 Produktionen.

## Filmografie
- 1978: Damien – Omen II (Damien: Omen II)
- 1979: Amityville Horror (The Amityville Horror)
- 1980: Brubaker
- 1982: Das Engelsgesicht – Drei Nächte des Grauens (The Beast Within)
- 1984: Police Academy – Dümmer als die Polizei erlaubt (Police Academy)
- 1984: Der Pate von Greenwich Village (The Pope of Greenwich Village)
- 1987: Hollywood the Golden Years: The RKO Story (Dokumentation)
- 1987: The Lost Boys
- 1988: The Last Song (Permanent Record)
- 1989: Seitensprünge (Cousins)
- 1990: Crisis (Vital Signs)
- 1990: Flatliners – Heute ist ein schöner Tag zum Sterben (Flatliners)
- 1991: Entscheidung aus Liebe (Dying Young)
- 1992: Brennpunkt L.A. – Die Profis sind zurück (Lethal Weapon 3)
- 1994: Der Klient (The Client)
- 1995: Free Willy 2 – Freiheit in Gefahr (Free Willy 2: The Adventure Home)
- 1995: The Chili Con Carne Club (Kurzfilm)
- 1996: Der Geist und die Dunkelheit (The Ghost and the Darkness)
- 1999: Viva Afrika – Hochzeit mit Hindernissen (Fontána pre Zuzanu 3)
- 2003: Extreme Rage (A Man Apart)
- 2005: Iowa